# 御船町立滝尾小学校
御船町立滝尾小学校（みふねちょうりつ たきおしょうがっこう）は、熊本県上益城郡御船町にある小学校。

## 沿革
- 1875年（明治8年） - 滝尾小学校創立
- 1876年（明治9年） - 水越分教場設置
- 1910年（明治41年）7月 - 水越分教場独立し水越尋常小学校となる
- 1913年（大正2年）3月 - 滝尾尋常小学校と改称
- 1940年（昭和15年）4月 - 滝水村立滝尾尋常小学校と改称
- 1941年（昭和16年）4月 - 滝水村立滝尾国民学校と改称
- 1947年（昭和22年）4月 - 滝水村立滝尾小学校と改称
- 1955年（昭和30年）1月 - 御船町立滝尾小学校と改称
- 2005年（平成17年）4月 - 御船町立水越小学校を統合